# Championnats du monde de VTT cross-country
Pour un article plus général, voir Championnats du monde de VTT.
Les championnats du monde de VTT cross-country, officiellement Championnats du Monde Mountain Bike Cross-country UCI, se déroulent chaque année depuis 1990. Organisée par l'Union cycliste internationale, la première édition s'est déroulée à Durango dans le Colorado aux États-Unis. Le cross-country (X-country) est la seule discipline olympique du VTT. 

## Évolution du programme
Entre 1987 et 1989 sont organisés des mondiaux officieux de VTT cross-country. Deux mondiaux sont alors organisés, l'un en Europe et l'autre aux États-Unis. En 1987, Ned Overend remporte les deux titres chez les hommes, tandis que Mary Lee Atkins gagne le titre en France. En 1988, Mike Kloser et Sara Ballantyne s'imposent en Suisse. L'année suivante, en 1989, John Tomac et Sara Ballantyne sont titrés en Belgique, tandis que Don Myrah et Ballantyne gagnent aux États-Unis,,,.
Le cross-country est présent aux mondiaux de VTT depuis que l'organisation est reprise en main par l'UCI en 1990. Entre 1990 et 1999, les championnats du monde de VTT cross-country sont organisés en même temps et dans le même lieu que ceux de la descente. En 2000, deux autres disciplines les rejoignent : le dual slalom et le trial. En 2002, le dual slalom est remplacé par le Four Cross. Entre 2012 et 2016, le cross-country éliminatoire est également au programme de ces championnats, avant de rejoindre les mondiaux de cyclisme urbain. 
Tous les quatre ans, lors des années olympiques, les mondiaux de cross-country (seule discipline VTT qui est olympique) sont organisés plus tôt dans l'année dans un lieu différent de la descente. 
En 2019, le cross-country à assistance électrique fait son apparition. En 2021, c'est au tour du cross-country short track d'être intégré aux mondiaux. Les championnats comptent depuis lors quatre disciplines : cross-country, cross-country short track, cross-country à assistance électrique et descente.
Les mondiaux 2023 sont organisés dans le cadre des premiers championnats du monde de cyclisme UCI à Glasgow, qui rassemblent tous les quatre ans treize championnats du monde de cyclisme dans différentes disciplines cyclistes. L'édition 2025 a lieu en Suisse en même temps que les autres disciplines du VTT.

## Lieux
| Année | Pays             | Ville            |
| ----- | ---------------- | ---------------- |
| 1990  | États-Unis       | Durango          |
| 1991  | Italie           | Barga            |
| 1992  | Canada           | Bromont          |
| 1993  | France           | Métabief         |
| 1994  | États-Unis       | Vail             |
| 1995  | Allemagne        | Kirchzarten      |
| 1996  | Australie        | Cairns           |
| 1997  | Suisse           | Château-d'Œx     |
| 1998  | Canada           | Mont Sainte-Anne |
| 1999  | Suède            | Åre              |
| 2000  | Espagne          | Sierra Nevada    |
| 2001  | États-Unis       | Vail             |
| 2002  | Autriche         | Kaprun           |
| 2003  | Suisse           | Lugano           |
| 2004  | France           | Les Gets         |
| 2005  | Italie           | Livigno          |
| 2006  | Nouvelle-Zélande | Rotorua          |
| 2007  | Royaume-Uni      | Fort William     |
| 2008  | Italie           | Val di Sole      |
| 2009  | Australie        | Canberra         |

| Année | Pays           | Ville                |
| ----- | -------------- | -------------------- |
| 2010  | Canada         | Mont Sainte-Anne     |
| 2011  | Suisse         | Champéry             |
| 2012  | Autriche       | Saalfelden-Leogang   |
| 2013  | Afrique du Sud | Pietermaritzburg     |
| 2014  | Norvège        | Lillehammer-Hafjell  |
| 2015  | Andorre        | Vallnord             |
| 2016  | Tchéquie       | Nové Město na Moravě |
| 2017  | Australie      | Cairns               |
| 2018  | Suisse         | Lenzerheide          |
| 2019  | Canada         | Mont Sainte-Anne     |
| 2020  | Autriche       | Leogang              |
| 2021  | Italie         | Val di Sole          |
| 2022  | France         | Les Gets             |
| 2023  | Royaume-Uni    | Glasgow              |
| 2024  | Andorre        | Vallnord             |
| 2025  | Suisse         | Valais               |
| 2026  | Italie         | Val di Sole          |
| 2027  | France         | Haute-Savoie         |
| 2028  | Autriche       | Leogang              |

## Épreuves

### Cross-country olympique
- Hommes élites (1990-)
- Femmes élites (1990-)
- Hommes -23 ans (1996-)
- Femmes -23 ans (2006-)
- Hommes juniors (1996-)
- Femmes juniors (1996-)
- Relais mixte (1999-)

### Cross-country à assistance électrique
- À assistance électrique Hommes (2019-)
- À assistance électrique Femmes (2019-)

### Cross-country short track
- Short track Hommes (2021-)
- Short track Femmes (2021-)